# Amatissa
Amatissa é um gênero de mariposa pertencente à família Acrolophidae.